# Seongmus flygplats
Songmu Ab är en flygplats i Sydkorea. Den ligger i den centrala delen av landet, 120 km söder om huvudstaden Seoul. Songmu Ab ligger 78 meter över havet.
Terrängen runt Songmu Ab är kuperad åt sydost, men åt nordväst är den platt. Runt Songmu Ab är det tätbefolkat, med 427 invånare per kvadratkilometer. Närmaste större samhälle är Cheongju-si, 7,7 km norr om Songmu Ab. I omgivningarna runt Songmu Ab växer i huvudsak blandskog.